# Беринген
Беринген (хол. Beringen) је општина у Белгији у региону Фландрија у покрајини Лимбург. Према процени из 2007. у општини је живело 41.531 становника.

## Становништво
Према процени, у општини је 1. јануара 2015. живело 44.885 становника.
| 1984. | 2000. | 2010. | 2015. |
| ----- | ----- | ----- | ----- |
| 35115 | 39261 | 42758 | 44885 |